# Колеморо (Асколи Пичено)
Колеморо (итал. Collemoro) насеље је у Италији у округу Асколи Пичено, региону Марке.
Према процени из 2011. у насељу је живело 34 становника. Насеље се налази на надморској висини од 400 м.